# 고질라 9 - 고질라 2세
고질라 9 - 고질라 2세(Monster Island's Decisive Battle: Godzilla's Son)는 일본에서 제작된 후쿠다 준 감독의 1967년 영화이다. 타카시마 타다오 등이 주연으로 출연하였고 타나카 토모유키 등이 제작에 참여하였다.

## 출연

### 주연
- 타카시마 타다오
- 쿠보 아키라

### 조연
- 히라타 아키히코
- 츠키야 요시오
- 사하라 켄지

## 제작진
- 미술: 키타 타케오